# 11899 Weill
11899 Weill este un asteroid din centura principală de asteroizi.

## Descriere
11899 Weill este un asteroid din centura principală de asteroizi. A fost descoperit pe 9 aprilie 1991 la Tautenburg de Freimut Börngen. Asteroidul prezintă o orbită caracterizată de o semiaxă mare de 3,17 ua, o excentricitate de 0,02 și o înclinație de 9,8° în raport cu ecliptica.